# Секст Юлий Фронтин

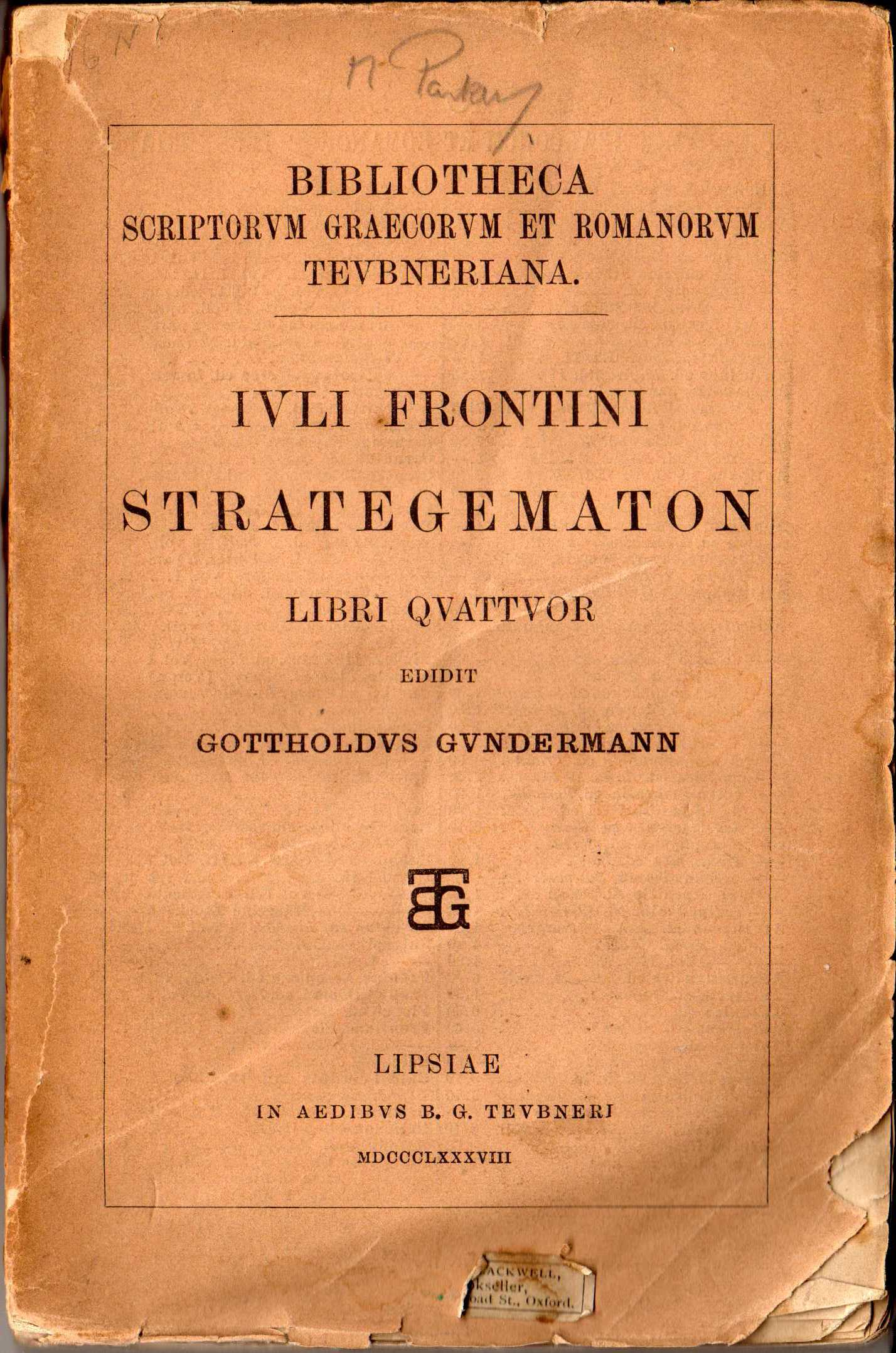
«Стратегемы» Секста Фронтина

Секст Юлий Фронтин (лат. Sextus Julius Frontinus; прибл. 30 — 103) — древнеримский политический деятель, полководец и писатель.

## Биография
О рождении и ранних годах Фронтина мало что известно. Родился приблизительно в 30 год, предположительно в Нарбоне (совр. Нарбонн) в семье провинциального аристократа. Его молодость и зрелость пришлись на весьма бурный период в истории Рима — достаточно сказать, что он застал террор Калигулы, правление Нерона и последовавшую за ним гражданскую войну.
В 58—64 годах римская армия под командованием Гнея Домиция Корбулона вела боевые действия в Армении. Фронтин служил там в качестве командира одного из кавалерийских отрядов. Впоследствии он включил живые примеры этой войны в своё сочинение «Стратегемы».
Во время правления Гальбы получил звание сенатора, в 70 году, при Веспасиане занял должность городского претора Рима. В 73 году стал консулом, в 74 году направлен в качестве легата (наместника) в провинцию Британия. На посту легата добился немалых успехов, в частности разгромил силуров. В 78 году был сменён на посту наместника Агриколой. В 86—87 годах Фронтин назначен проконсулом Малой Азии. Благодаря его стараниям, в городе Иераполе была построена система водоснабжения и канализации, а благодарные жители назвали северный въезд в город воротами Фронтина.
В 97 году новый император Нерва назначил Фронтина смотрителем городского водопровода Рима. Это была совершенно незнакомая область для Фронтина, однако он не только глубоко вник в свои новые обязанности, но и написал об этом книгу.
В 100 году был ординарным консулом вместе с Траяном. В последние годы жизни стал жрецом-авгуром, умер в 103 году.

## Наследие
В течение жизни Фронтином было написано несколько книг, из которых до нас дошли только две — «О римских водопроводах» (лат. De aquis urbis Romae) и «Стратегемы» или «Военные хитрости» (лат. Strategemata).
Став смотрителем римских водопроводов, Фронтин решил, что должен не только поддерживать функционирование системы, но и упорядочить всю информацию о ней, в том числе и историю возникновения, для того, чтобы облегчить работу своим преемникам.
Труд Фронтина «Стратегемы» представляет собой упорядоченный сборник тактических и психологических приёмов, использованных в конкретных случаях древними и современными автору правителями и военачальниками. Причём эти приёмы не были обдуманы заранее в ходе стратегического планирования, а были применены из-за внезапно возникших неблагоприятных обстоятельств, с целью избежать их или даже обернуть себе на пользу.
Время написания «Военных хитростей» можно датировать эпохой Домициана, а если точнее — между 84-88 гг. Раньше указанной даты они просто не могли быть написаны, так как в 83/84 гг. происходит покорение хаттов Домицианом, о котором упоминает Фронтин. Ни одно из событий с 88 г. не было включено Фронтоном в «Стратегемы».

## Переводы
Сочинение Фронтина «О случаях военных» на русский впервые перевёл Карион Истомин (с польского перевода 1609 года, сделанного Я. Цилецием) и в 1693 году поднёс Петру I, произнеся речь о его пользе для полководца.
- Сведения о Скифии и Кавказе // Вестник древней истории. 1949. № 3. С. 233—234.
- Фронтин, Секст Юлий. Военные хитрости (Стратегемы). Пер. А. Б. Рановича // Вестник древней истории. 1946. № 1.
  - Фронтин, Секст Юлий. Военные хитрости (Стратегемы) / Пер. А. Б. Рановича; Вступ. ст. и комм. А. А. Новикова. СПб.: Алетейя, 1996. 224 с. 3000 экз. (Серия «Античная библиотека». Раздел «Античная история»).
- Секст Юлий Фронтин. О водопроводах города Рима. Перевод, вступительная статья и комментарии И. П. Рушкина // Аристей XI (2015), С. 106—159.

- В серии «The Loeb classical library» (1925, под № 174) опубликованы переводы:
  - «Стратегемы» (лат. и англ.)
  - «О водопроводах» (лат. и англ.)
- В серии «Collection Budé»: Frontin. Les Aqueducs de la ville de Rome. Texte établi, traduit et commenté par P. Grimal. XXII, 176 p.

## Исследования
- А. А. Новиков. Секст Юлий Фронтин: жизнь, эпоха, идеи.
- Буров А. С. 1997: О праве проведения и охраны воды в Древнем Риме (по трактату Фронтина De aquis urbis Romae) // IVS ANTIQVVM. Древнее Право. 1, 56-59.